# Mama Coca
Dans la mythologie inca, Cocomama ou Mama Coca était une déesse de la santé et de la joie. Elle était originellement une prostituée qui avait été coupé en deux par ses amants. Son corps renaquit alors dans la plante de coca, dont seuls les hommes eurent le droit de macher les feuilles apportant la santé et le bonheur, après avoir provoqué un orgasme à une femme.